# Taxithelium levieri
Taxithelium levieri là một loài Rêu trong họ Sematophyllaceae. Loài này được (Broth. & Geh.) Broth. miêu tả khoa học đầu tiên năm 1925.